# 우석여자고등학교
우석여자고등학교는 대한민국 경상북도 상주시 계산동에 있는 사립 고등학교이다.

## 학교 연혁
- 1975년 4월 3일 : 육주학원 박병립 이사장 취임
- 1977년 2월 27일 : 상주여자상업고등학교 병설인가(6학급)
- 1977년 3월 19일 : 초대 이창수 교장 취임
- 1977년 9월 28일 : 학교 변경 인가(9학급)
- 1980년 1월 8일 : 상주여자상업교등학교 제1회 졸업(111명)
- 1980년 10월 15일 : 본관 신축공사 완공(48실)
- 1996년 10월 30일 : 멀티미디어실 완공
- 1996년 11월 25일 : 소강당 및 시청각실 준공
- 2002년 12월 24일 : 실내체육관 및 강당 준공
- 2008년 7월 16일 : 통합형 고등학교 승인
- 2008년 12월 16일 : 우석여자고등학교로 교명 변경 승인
- 2010년 10월 14일 : 경상북도교육청 사교육 없는 자율학교 선정
- 2013년 8월 23일 : 교육과정 자율학교 지정
- 2018년 8월 22일 : 창의관(다목적관 개관), 정구 인조잔디구장 준공
- 2023년 2월 8일 : 제44회 졸업(116명) (총 12,206명)
- 2023년 3월 2일 : 신입생(130명) 입학
- 2023년 9월 1일 : 제18대 장승철 교장 취임

## 참고 자료
- 우석여자고등학교 - 한국교육학술정보원 학교알리미